# NGC 7195
NGC 7195 (również PGC 67940) – galaktyka spiralna (S), znajdująca się w gwiazdozbiorze Pegaza. Odkrył ją Lewis A. Swift 9 listopada 1884 roku. Jest to galaktyka z aktywnym jądrem typu LINER.